# Rosyjski Wszechnarodowy Ruch Ludowo-Państwowy
Rosyjski Wszechnarodowy Ruch Ludowo-Państwowy (ros. Российское Общенациональное Народно-Державное Движение) – emigracyjna rosyjska organizacja antykomunistyczna w Republice Federalnej Niemiec.
Organizacja powstała w II połowie 1948 roku w Monachium z inicjatywy Jewgienija Arciuka ps. „Dierżawin”. Liczyła ok. 200 członków. Przy organizacji działał Fundusz Patriotyczny, który wydawał publikacje pod szyldem „Bibliotieczka narodnogo dierżawnika”. Organami prasowymi były pisma „Nabat” i „Dierżawnyj klicz”, a następnie „Wola naroda”. Ruch głosił hasła monarchistyczne, antykomunistyczne, antysemickie i antymasońskie. Występował za „oczyszczeniem emigracji rosyjskiej z wpływów radzieckiej agentury”, uznając za jej głównego przedstawiciela Narodowy Związek Pracujących (NTS). Organizacja utrzymywała kontakty z zachodnioniemieckimi i amerykańskimi służbami specjalnymi. Według części historyków była ona prowokacją radziecką wymierzoną w rosyjską emigrację okresu powojennego.